# Fontenotte
Fontenotte ist eine französische Gemeinde mit 63 Einwohnern (Stand: 1. Januar 2022) im Département Doubs in der Region Bourgogne-Franche-Comté.

## Geographie
Fontenotte liegt auf 365 m, vier Kilometer nordwestlich von Baume-les-Dames und etwa 27 Kilometer ostnordöstlich der Stadt Besançon (Luftlinie). Das Dorf erstreckt sich in der gewellten Landschaft zwischen den Flusstälern von Doubs und Ognon, in einer Senke zwischen den Höhen von Bois du Raz und Framont.
Die Fläche des 5,65 km² großen Gemeindegebiets umfasst einen Abschnitt in den äußersten nordwestlichen Höhenzügen des Juras. Der zentrale Teil des Gebietes wird von einer Senke eingenommen, die durchschnittlich auf 360 m liegt. Sie ist überwiegend von Acker- und Wiesland bestanden. Flankiert wird die Senke auf ihrer Südostseite von den Höhen des Framont, im Nordwesten vom Höhenrücken des Bois du Raz, auf dem mit 478 m die höchste Erhebung von Fontenotte erreicht wird. Nach Westen erstreckt sich der Gemeindeboden über die dicht bewaldete Mulde des Bois de Cambolard (350 m) bis auf die angrenzende Höhe des Bois du Grand Val (420 m). Auf dem gesamten Areal gibt es keine oberirdischen Fließgewässer, weil das Niederschlagswasser im verkarsteten Untergrund versickert.
Nachbargemeinden von Fontenotte sind Tournans und Verne im Norden, Luxiol im Osten, Baume-les-Dames im Süden sowie La Bretenière im Westen.

## Geschichte
Im Mittelalter gehörte Fontenotte zum Herrschaftsgebiet von Clerval, das seit dem 14. Jahrhundert unter der Oberhoheit der Grafen von Montbéliard stand. Zusammen mit der Franche-Comté gelangte das Dorf mit dem Frieden von Nimwegen 1678 definitiv an Frankreich. Heute ist Fontenotte Teil des Gemeindeverbandes Doubs Baumois.

## Sehenswürdigkeiten
Der Ort ist geprägt durch verschiedene charakteristische Bauernhäuser aus dem 17. bis 19. Jahrhundert, die heute zum Teil renoviert sind und als Zweitwohnsitze dienen.

## Bevölkerung
| Jahr                       | 1962 | 1968 | 1975 | 1982 | 1990 | 1999 | 2004 | 2016 |
| Einwohner                  | 23   | 30   | 27   | 30   | 44   | 45   | 51   | 62   |
| Quellen: Cassini und INSEE |      |      |      |      |      |      |      |      |

Mit 63 Einwohnern (Stand 1. Januar 2022) gehört Fontenotte zu den kleinsten Gemeinden des Départements Doubs. Nachdem die Einwohnerzahl in der ersten Hälfte des 20. Jahrhunderts deutlich abgenommen hatte (1886 wurden noch 97 Personen gezählt), wurde seit Mitte der 1970er Jahre wieder ein leichtes Bevölkerungswachstum verzeichnet.

## Wirtschaft und Infrastruktur
Fontenotte war bis weit ins 20. Jahrhundert hinein ein vorwiegend durch die Landwirtschaft (Ackerbau, Obstbau und Viehzucht) und die Forstwirtschaft geprägtes Dorf. Noch heute leben die Bewohner zur Hauptsache von der Tätigkeit im ersten Sektor. Außerhalb des primären Sektors gibt es keine Arbeitsplätze im Dorf. Einige Erwerbstätige sind auch Wegpendler, die in den umliegenden größeren Ortschaften ihrer Arbeit nachgehen.
Die Ortschaft liegt abseits der größeren Durchgangsstraßen an einer Departementsstraße, die von Luxiol nach La Bretenière führt. Der nächste Anschluss an die Autobahn A36 befindet sich in einer Entfernung von ungefähr sieben Kilometern. Eine weitere Straßenverbindung besteht mit Baume-les-Dames.